# Печать Небраски
Большая печать штата Небраска (англ. Great Seal of the State of Nebraska) — один из государственных символов штата Небраска. 

## История и символика
Была принята в 1867 году. На заднем плане изображен поезд, идущий между двух берегов реки Миссури. По реке движется пароход. Слева изображены сельский домик, убранное поле и снопы пшеницы, что указывают на важность первых поселенцев и сельского хозяйства. На переднем плане изображен кузнец, работающий на наковальне. В верхней части печати расположен девиз: «Equality Before the Law»  (англ. «Равенство перед законом»). Печать окружена надписью: «Great Seal of the State of Nebraska, March 1st 1867» (англ. «Большая печать штата Небраска, 1 марта 1867»).

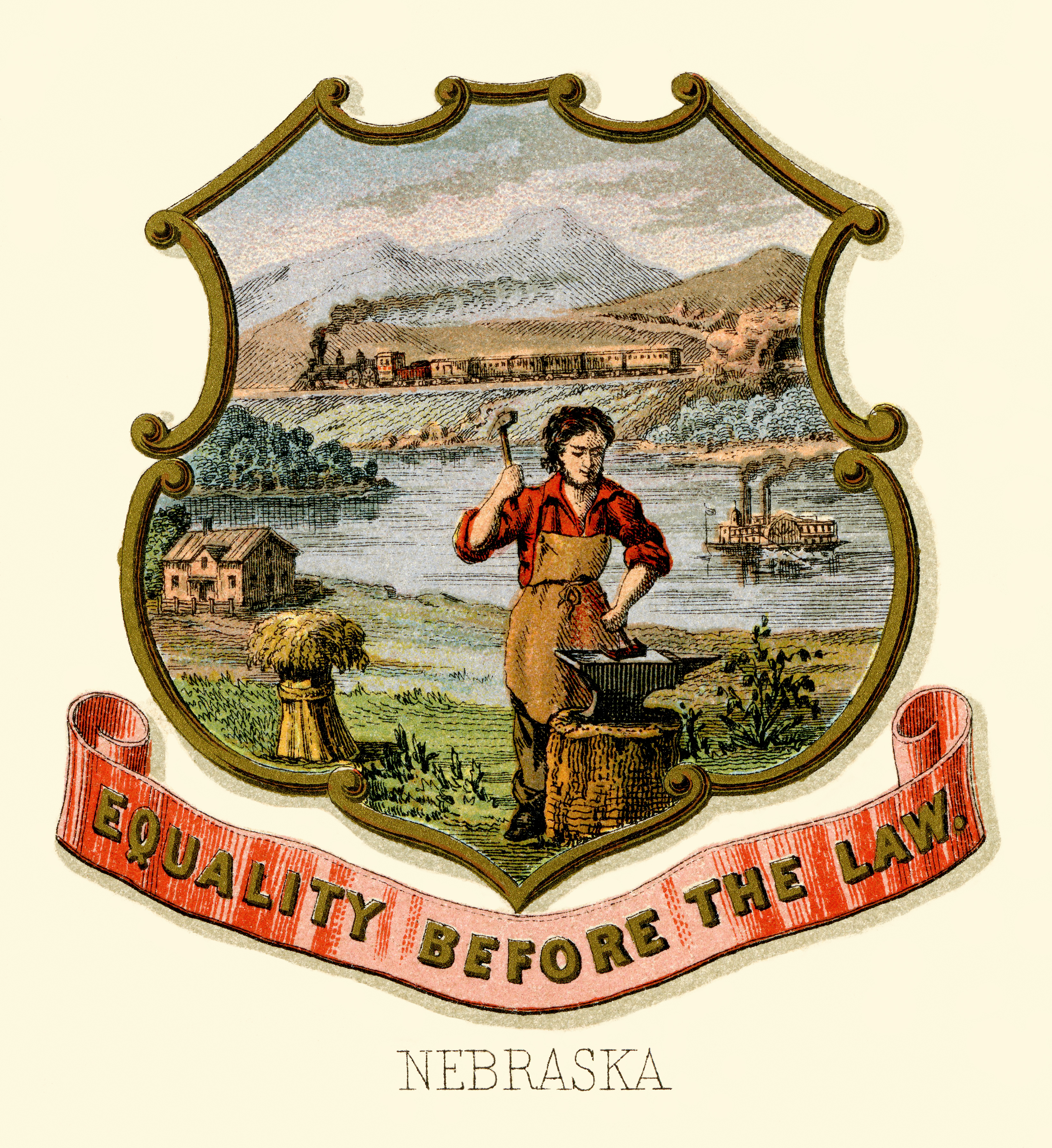
Исторический герб штата Небраска, 1876